# Det stora bygrälet
Det stora bygrälet (franska Le Grand fossé) är det 25:e seriealbumet om Asterix. Albumet publicerades ursprungligen 1980 i både Frankrike och Sverige. Manus och teckningar är av Albert Uderzo, efter att hans kollega René Goscinnys avlidit ett par år tidigare.

## Handling
Handlingen är centrerad kring en gallisk by där två rivaliserande hövdingar – Butterix och Styrenix – slåss om makten. Bygrälet har gått så långt att de två lägren grävt ett djupt dike tvärs genom byn, vilket inneburit smärre komplikationer för dem som velat vara neutrala; diket har bland annat grävts tvärs genom ett hus.
Butterix' son Comix och Styrenix' dotter Seriella har fattat tycke för varandra och vill se ett slut på delningen. När de hör att Styrenix, efter att ha blivit rådd till det av sin rådgivare Unkelfix, tänker ta hjälp av romarna, beslutar sig Butterix för att i sin tur hämta hjälp från Asterix, Obelix och Miraculix.
Romarna, som blivit indragna med löftet om att få galliska slavar, tar alla Styrenix anhängare till fånga. Genom en räddningsaktion som inkluderar Miraculix trolldryck befrias fångarna och de två hövdingarna går med på att ställa grytan med trolldryck på den enda neutrala platsen i byn med Asterix som vakt.
Trolldrycken blir, trots vakten, stulen av Unkelfix som ger den till romarna i förhoppning om att få gifta sig med Seriella. Romarna blandar oturligt nog två olika trolldrycker (vilket aldrig bör göras utan konsultation av en druid) och de blir besegrade av de två galliska lägren som slagit sig ihop mot den gemensamma fienden.
Under tiden kidnappar Unkelfix Seriella och försöker föra bort henne, men Asterix, Obelix och Comix lyckas att rädda henne från Unkelfix. 
Efter det att romarna besegrats, får de två hövdingarna slåss man-mot-man till soluppgången för att bestämma vem som ska bli hövding över hela byn. Det visar sig att det blir oavgjort och Asterix föreslår istället paret Comix och Seriella som nytt hövdingapar under hurrarop från byinvånarna. Byn enas och det som tidigare var ett dike görs om till en flodfåra till nytta för invånarna.

## Övrigt
- Diket genom byn är en satir på den vid publiceringen 1980 ännu existerande Berlinmuren. Diket kan också jämföras med "helvetesgapet" i Ronja Rövardotter (som inte utkom förrän 1981).
- Kärlekshistorien mellan Comix och Seriella är baserad på Romeo och Julia – fast med lyckligt slut.